# مصطفى عزيز محمود
مصطفى عزيز محمود (ولد عام 1923 وتوفي عام 1989) كان عسكرياً من العراق.

## العمل
محمود كان من 1972 إلى 1979، عسكرياً عراقياً وعمل أكثر من مرة الرئيس السابق أحمد حسن البكر، وأيضاً في وقت قصير مع صدام حسين.

## الطفولة و الأسرة
توفي والده بعد وقت قصير من ولادته، وأمه أيضا توفيت وهو في سن مبكرة. حصل على تعليم جيد وحصل على رتبة عسكرية عالية، درس في روسيا وإنجلترا والولايات المتحدة الأمريكية، وهو يتحدث بست لغات (العربية والكردية والروسية والإنجليزية والفرنسية والفارسية). متزوج وله خمسة أطفال.